# Gargallo (Hiszpania)
Gargallo – gmina w Hiszpanii, w prowincji Teruel, w Aragonii, o powierzchni 30,08 km². W 2014 roku gmina liczyła 110 mieszkańców.